# پیرو دوزیو
پیرو دوزیو (انگلیسی: Piero Dusio؛ زادهٔ ۱۳ اکتبر ۱۸۹۹ در سکورتزولنگو، پیمونت – ۷ نوامبر ۱۹۷۵ در بوئنوس آیرس، آرژانتین) بازیکن فوتبال، بازرگان، و رانندهٔ مسابقات اتومبیل‌رانی اهل ایتالیا بود

## بیوگرافی

### در فوتبال
او در سکورتزولنگو در ناحیه پیه‌مونته به‌دنیا آمد. او فوتبالیستی آینده‌دار بود که در پست هافبک بازی می کرد و 3 بازی برای تیم یوونتوس بازی کرده است. بعد از آنکه دوران فوتبالی او به سبب مصدوم شدن زانویش تمام شد، او تجارت نساجی که به تولید تجهیزات ورزشی و تهیه یونیفرم نظامی بود آغاز نمود و ارتباط او با فوتبال در یک نقش مدیریتی ادامه یافت و دوزیو به عنوان رئیس باشگاه یوونتوس منصوب شد. او در سال ۱۹۴۸ از این سمت استعفا داد و به آرژانتین نقل مکان کرد.

### در مسابقات رانندگی
در سال ۱۹۲۹، دوزیو اولین مسابقه خود را در میل میگلیا انجام داد. او تا سال ۱۹۳۸ در مسابقات شرکت کرد و بهترین نتایج او پیروزی در کلاس خود با خودروی سیاتا ۵۰۰ سی‌سی در سال ۱۹۳۷ بود. در سال ۱۹۳۶، او تیم اسکودریا تورینو را تأسیس کرد و در گرند پری ایتالیا ۱۹۳۶ با خودروی مازراتی ۶سی-۳۴ شرکت کرد و پس از برند روزمایر، تازیو نوولاری، ارنست فون دلیوس، رنه دریفوس و کارلو پینتاکودا، در جایگاه ششم قرار گرفت.

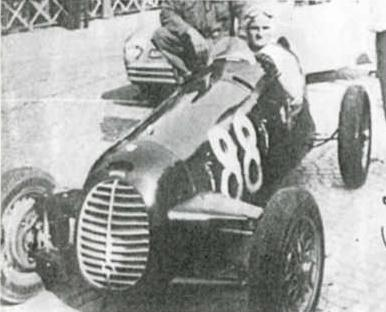
سیزیتالیا D46 به نام پیرو دوسیو (دوزیو 46) نامگذاری شده است. راننده این ماشین مسابقه ایلاریو باندینی است.

## نتایج کامل در مسابقات جهانی فرمول یک
(کلید) (مسابقات مشخص شده به‌صورت پررنگ' نشانگر پول پوزیشن، و مسابقات مشخص شده به‌صورت ایتالیک نشانگر سریع‌ترین دور پیست هستند)
| سال   | شرکت‌کننده  | شاسی           | موتور          | ۱     | ۲   | ۳     | ۴      | ۵        | ۶     | ۷    | ۸            | قهرمانی رانندگان | امتیاز |
| ----- | ---------- | -------------- | -------------- | ----- | --- | ----- | ------ | -------- | ----- | ---- | ------------ | ---------------- | ------ |
| ۱۹۵۲  | پیرو دوزیو | سیسیتالیا دی۴۶ | بی‌پی‌ام ۲٫۰ ال۴ | سوئیس | ۵۰۰ | بلژیک | فرانسه | بریتانیا | آلمان | هلند | ایتالیا ع.ص. | ر.ن.             | ۰      |
| منبع: |            |                |                |       |     |       |        |          |       |      |              |                  |        |